# Gjergji Dema
Gjergji Dema (Valona, 7 agosto 1971) è un ex calciatore albanese, di ruolo difensore.

## Carriera

### Nazionale
Ha collezionato 10 presenze con la nazionale albanese.

## Statistiche

### Presenze e reti nei club
Statistiche aggiornate al 6 maggio 2008
| Stagione                 | Squadra                  | Campionato               | Campionato | Campionato | Coppe nazionali | Coppe nazionali | Coppe nazionali | Coppe continentali | Coppe continentali | Coppe continentali | Altre coppe | Altre coppe | Altre coppe | Totale | Totale |
| Stagione                 | Squadra                  | Comp                     | Pres       | Reti       | Comp            | Pres            | Reti            | Comp               | Pres               | Reti               | Comp        | Pres        | Reti        | Pres   | Reti   |
| ------------------------ | ------------------------ | ------------------------ | ---------- | ---------- | --------------- | --------------- | --------------- | ------------------ | ------------------ | ------------------ | ----------- | ----------- | ----------- | ------ | ------ |
| 1987-1988                | Flamurtari Valona        | KP                       | 0          | 0          | CA              | 0               | 0               | -                  | -                  | -                  | -           | -           | -           | 0      | 0      |
| 1988-1989                | Flamurtari Valona        | KP                       | 0          | 0          | CA              | 0               | 0               | -                  | -                  | -                  | -           | -           | -           | 0      | 0      |
| 1989-1990                | Flamurtari Valona        | KP                       | 0          | 0          | CA              | 0               | 0               | -                  | -                  | -                  | -           | -           | -           | 0      | 0      |
| 1990-1991                | Flamurtari Valona        | KP                       | 0          | 0          | CA              | 0               | 0               | CdC                | 2                  | 0                  | -           | -           | -           | 2      | 0      |
| 1991-1992                | Flamurtari Valona        | KP                       | 0          | 0          | CA              | 0               | 0               | CC                 | 2                  | 0                  | -           | -           | -           | 2      | 0      |
| 1992-1993                | Flamurtari Valona        | KP                       | 0          | 0          | CA              | 0               | 0               | -                  | -                  | -                  | -           | -           | -           | 0      | 0      |
| 1993-1994                | Flamurtari Valona        | KP                       | 0          | 0          | CA              | 0               | 0               | -                  | -                  | -                  | -           | -           | -           | 0      | 0      |
| Totale Flamurtari Valona | Totale Flamurtari Valona | Totale Flamurtari Valona | 0          | 0          |                 | 0               | 0               |                    | 4                  | 0                  |             | -           | -           | 4+     | 0+     |
| 1994-1995                | Slavija Vevče            | 1. SNL                   | 11         | 4          | CS              | 0               | 0               | -                  | -                  | -                  | -           | -           | -           | 11     | 4      |
| 1995-1996                | Rudar Velenje            | 1. SNL                   | 15         | 2          | CS              | 0               | 0               | -                  | -                  | -                  | -           | -           | -           | 15     | 2      |
| 1996-1997                | Rudar Velenje            | 1. SNL                   | 13         | 0          | CS              | 0               | 0               | -                  | -                  | -                  | -           | -           | -           | 13     | 0      |
| Totale Rudar Velenje     | Totale Rudar Velenje     | Totale Rudar Velenje     | 28         | 2          |                 | 0               | 0               |                    | -                  | -                  |             | -           | -           | 28     | 2      |
| 1997-1998                | Slavija Vevče            | 1. SNL                   | 11         | 1          | CS              | 0               | 0               | -                  | -                  | -                  | -           | -           | -           | 11     | 1      |
| Totale Slavija Vevče     | Totale Slavija Vevče     | Totale Slavija Vevče     | 22         | 5          |                 | 0               | 0               |                    | -                  | -                  |             | -           | -           | 22     | 5      |
| 1998-1999                | Beltinci                 | 1. SNL                   | 10         | 0          | CS              | 0               | 0               | -                  | -                  | -                  | -           | -           | -           | 10     | 0      |
| 1999-2000                | Dravograd                | 1. SNL                   | 22         | 0          | CS              | 0               | 0               | -                  | -                  | -                  | -           | -           | -           | 22     | 0      |
| 2000-2001                | NK Lubiana               | 2. SNL                   | 0          | 0          | CS              | 0               | 0               | -                  | -                  | -                  | -           | -           | -           | 0      | 0      |
| 2001-2002                | NK Lubiana               | 2. SNL                   | 0          | 0          | CS              | 0               | 0               | -                  | -                  | -                  | -           | -           | -           | 0      | 0      |
| 2002-2003                | NK Lubiana               | 1. SNL                   | 24         | 0          | CS              | 0               | 0               | -                  | -                  | -                  | -           | -           | -           | 24     | 0      |
| 2003-2004                | NK Lubiana               | 1. SNL                   | 21         | 0          | CS              | 0               | 0               | -                  | -                  | -                  | -           | -           | -           | 21     | 0      |
| 2004-2005                | NK Lubiana               | 1. SNL                   | 24         | 1          | CS              | 0               | 0               | -                  | -                  | -                  | -           | -           | -           | 24     | 1      |
| 2005-2006                | Radomlje                 | 3. SNL                   | 0          | 0          | CS              | 0               | 0               | -                  | -                  | -                  | -           | -           | -           | 0      | 0      |
| 2006-2007                | Radomlje                 | 3. SNL                   | 0          | 0          | CS              | 0               | 0               | -                  | -                  | -                  | -           | -           | -           | 0      | 0      |
| Totale Radomlje          | Totale Radomlje          | Totale Radomlje          | 0          | 0          |                 | 0               | 0               |                    | -                  | -                  |             | -           | -           | 0+     | 0+     |
| 2007-2008                | NK Lubiana               | 4. SNL                   | 0          | 0          | CS              | 0               | 0               | -                  | -                  | -                  | -           | -           | -           | 0      | 0      |
| Totale NK Lubiana        | Totale NK Lubiana        | Totale NK Lubiana        | 69+        | 1+         |                 | 0               | 0               |                    | -                  | -                  |             | -           | -           | 69+    | 1+     |
| Totale carriera          | Totale carriera          | Totale carriera          | 151+       | 8+         |                 | 0               | 0               |                    | 4                  | 0                  |             | -           | -           | 155+   | 8+     |

### Cronologia presenze e reti in nazionale
| Cronologia completa delle presenze e delle reti in nazionale ― Albania | Cronologia completa delle presenze e delle reti in nazionale ― Albania | Cronologia completa delle presenze e delle reti in nazionale ― Albania | Cronologia completa delle presenze e delle reti in nazionale ― Albania | Cronologia completa delle presenze e delle reti in nazionale ― Albania | Cronologia completa delle presenze e delle reti in nazionale ― Albania | Cronologia completa delle presenze e delle reti in nazionale ― Albania | Cronologia completa delle presenze e delle reti in nazionale ― Albania |
| Data                                                                   | Città                                                                  | In casa                                                                | Risultato                                                              | Ospiti                                                                 | Competizione                                                           | Reti                                                                   | Note                                                                   |
| ---------------------------------------------------------------------- | ---------------------------------------------------------------------- | ---------------------------------------------------------------------- | ---------------------------------------------------------------------- | ---------------------------------------------------------------------- | ---------------------------------------------------------------------- | ---------------------------------------------------------------------- | ---------------------------------------------------------------------- |
| 19-12-1990                                                             | Siviglia                                                               | Spagna                                                                 | 9 – 0                                                                  | Albania                                                                | Qual. Euro 1992                                                        | -                                                                      |                                                                        |
| 1-5-1991                                                               | Tirana                                                                 | Albania                                                                | 0 – 2                                                                  | Cecoslovacchia                                                         | Qual. Euro 1988                                                        | -                                                                      | 77’                                                                    |
| 14-4-1993                                                              | Vilnius                                                                | Lituania                                                               | 3 – 1                                                                  | Albania                                                                | Qual. Mondiali 1994                                                    | -                                                                      | 35’, 39’                                                               |
| 14-5-1994                                                              | Tetovo                                                                 | Macedonia                                                              | 5 – 1                                                                  | Albania                                                                | Amichevole                                                             | -                                                                      | Ammonizione                                                            |
| 14-12-1994                                                             | Tirana                                                                 | Albania                                                                | 0 – 1                                                                  | Georgia                                                                | Qual. Euro 1996                                                        | -                                                                      |                                                                        |
| 18-12-1994                                                             | Kaiserslautern                                                         | Germania                                                               | 2 – 1                                                                  | Albania                                                                | Qual. Euro 1996                                                        | -                                                                      |                                                                        |
| 7-10-1995                                                              | Sofia                                                                  | Bulgaria                                                               | 3 – 0                                                                  | Albania                                                                | Qual. Euro 1996                                                        | -                                                                      | 39’                                                                    |
| 15-11-1995                                                             | Tirana                                                                 | Albania                                                                | 1 – 1                                                                  | Galles                                                                 | Qual. Euro 1996                                                        | -                                                                      | 84’                                                                    |
| 9-10-1996                                                              | Tirana                                                                 | Albania                                                                | 0 – 3                                                                  | Portogallo                                                             | Qual. Mondiali 1998                                                    | -                                                                      | 46’                                                                    |
| 29-3-1997                                                              | Granada                                                                | Albania                                                                | 0 – 1                                                                  | Ucraina                                                                | Qual. Mondiali 1998                                                    | -                                                                      | 46’                                                                    |
| Totale                                                                 |                                                                        | Presenze                                                               | 10                                                                     |                                                                        | Reti                                                                   | 0                                                                      |                                                                        |